# 청담고등학교 (경기)
청담고등학교(靑潭高等學校)는 대한민국 경기도 평택시 팽성읍 송화리에 있는 사립 고등학교이다.

## 학교 연혁
- 1974년 12월 30일 : 학교법인 청담 학원으로 정관 변경
- 1975년 10월 1일 : 청담상업 고등학교 설립인가
- 1975년 10월 1일 : 학교법인 이사장 이혜성 스님 취임
- 1974년 10월 1일 : 교장 박남규 선생 취임
- 1978년 11월 23일 : 청담상업고등학교를 청담종합고등학교로 개명, 18학급 인가
- 1999년 7월 7일 : 청담정보통신고등학교로 학교명 변경. 경영정보과 2학급, 유통정보과 2학급 개편
- 1999년 9월 20일 : 특성화고등학교(네트워크디자인과) 지정 승인
- 2002년 3월 2일 : 경기도교육청 자율학교 지정
- 2003년 10월 21일 : 인터넷방송국 개국 및 디지털전자도서관 개관
- 2006년 4월 2일 : 평생교육원 「미래관」 개관 및 인조잔디구장 개장
- 2010년 5월 31일 : 비즈니스복지과, 비즈니스영어과 학과개편 승인. ‘비즈니스 복지과’ , ‘비즈니스 영어과’  학과 개편. ‘청담고등학교’ 로 학교명 변경
- 2014년 7월 14일 : 특성화 학과(금융경영과, 글로벌마케팅과, 인터넷정보과) 개편 승인
- 2016년 11월 14일 : 청담고등학교 야구부 창단
- 2020년 9월 1일 : 교장 이헌로 선생 취임
- 2021년 10월 15일 : 학교법인 청담학원 제8대 이사장 이태원 스님 취임
- 2024년 1월 5일 : 제46회 졸업식(155명) (총 졸업생 14,528명)

## 설치 학과
- 소방안전과
- 영영상콘텐츠과
- 부사관과
- 게임디자인과
- 금융경영과
- 스포츠레저과

## 참고 자료
- 청담고등학교 - 한국교육학술정보원 학교알리미